# Ња њак
Ња њак (виетнамски:[ɲаːˀ ɲаːˀк], „елегантна музика“), традиционална музика државе Вијетнам. Вијетнамска дворска музика је веома разнолика, али термин Ња њак је специфичан за вијетнамску дворску музику која се изводила од династије Тран из 13. века до династије Нгујен крајем 20. века.

## Историја
Вијетнамска дворска музика извођена је на годишњим церемонијама, укључујући годишњице и верске празнике, као и на посебним догађајима као што су крунисања, сахране или званични пријеми, од стране високо обучених и вештих дворских музичара. Уз музичаре, ту су и бројни разрађени дворски плесови. И музичари и плесачи носили су детаљно дизајниране костиме током својих наступа.
Док је највећи страни утицај на Ња њак долазио са двора династије Минг у Кини, неколико елемената Чампине музике је касније адаптирано, што је вијетнамски двор сматрао интригантним.

### Инструменти
Инструменти који се обично користе за Ња њак укључују купасту обоу, четворожичану крушколику лауту, двожичану лауту у облику месеца, трожичну лауту без вертакина, двожичану усправну виолину, бамбусову попречну флауту, штап бубањ и друге удараљке.

## Развој током династије Нгујен
Верује се да Ња њак није заиста достигао врхунац свог развоја све до династије Нгујен, када је постао стандард. Нгујен цареви су је прогласили званичном дворском музиком и постала је суштински и важан део обимних ритуала краљевске палате.

## УНЕСКО
Ња њак се и даље изводи у Хуа. Ња њак је 2003. године  признао Унеско као ремек дело усменог и нематеријалног наслеђа човечанства.  Унеско улаже велике напоре да сачува ову заиста јединствену и високо развијену традиционалну уметност.

### Видео
- Thập thủ liên hoàn, краљев комад
- Лепа изведба
- Плесна представа лавова уз Ња њак пратњу